# Damernas scullerfyra i rodd vid olympiska sommarspelen 2008
Damernas scullerfyra i rodd vid olympiska sommarspelen 2008 avgjordes mellan den 10 och 17 augusti 2008.

## Medaljörer
| Gren        | Guld                                            | Silver                                                                         | Brons                                                                 |
| Scullerfyra | Kina Tang Bin Jin Ziwei Xi Aihua Zhang Yangyang | Storbritannien Annabel Vernon Debbie Flood Frances Houghton Katherine Grainger | Tyskland Britta Oppelt Manuela Lutze Kathrin Boron Stephanie Schiller |

## Resultat

### Heat

#### Heat 1
| Placering | Roddare                                         | Land     | Tid     | Noteringar |
| --------- | ----------------------------------------------- | -------- | ------- | ---------- |
| 1         | Tang, Xi, Jin, Zhang                            | Kina     | 6:11,83 | FA         |
| 2         | Spiryuchova, Olefirenko, Lyal’chuk, Kolesnikova | Ukraina  | 6:17,84 | R          |
| 3         | de Jong, de Zwager, Hanson, Guloien             | Kanada   | 6:23,27 | R          |
| 4         | Kalinovskaja, Dorodnova, Merk, Levina           | Ryssland | 6:26,21 | R          |

#### Heat 2
| Placering | Roddare                           | Land           | Tid     | Noteringar |
| --------- | --------------------------------- | -------------- | ------- | ---------- |
| 1         | Vernon, Flood, Houghton, Grainger | Storbritannien | 6:13,70 | FA         |
| 2         | Oppelt, Lutze, Boron, Schiller    | Tyskland       | 6:15,26 | R          |
| 3         | Pernell, Meyer, Kaido, Shumway    | USA            | 6:19,89 | R          |
| 4         | Ives, Hore, Uphill, Bradley       | Australien     | 6:20,95 | R          |

### Återkval
| Placering | Roddare                                         | Land       | Tid     | Noteringar |
| --------- | ----------------------------------------------- | ---------- | ------- | ---------- |
| 1         | Oppelt, Lutze, Boron, Schiller                  | Tyskland   | 6:36,17 | FA         |
| 2         | Pernell, Meyer, Kaido, Shumway                  | USA        | 6:39,53 | FA         |
| 3         | Ives, Hore, Uphill, Bradley                     | Australien | 6:41,39 | FA         |
| 4         | Spiryuchova, Olefirenko, Lyal’chuk, Kolesnikova | Ukraina    | 6:41,45 | FA         |
| 5         | de Jong, de Zwager, Hanson, Guloien             | Kanada     | 6:46,60 | FB         |
| 6         | Kalinovskaja, Dorodnova, Merk, Levina           | Ryssland   | 6:51,14 | FB         |

### Final B
| Placering | Roddare                               | Land     | Tid     | Noteringar |
| --------- | ------------------------------------- | -------- | ------- | ---------- |
| 1         | Kalinovskaja, Dorodnova, Merk, Levina | Ryssland | 6:28,10 |            |
| 2         | de Jong, de Zwager, Hanson, Guloien   | Kanada   | 6:28,78 |            |

### Final A
| Placering | Roddare                                        | Land           | Tid     | Noteringar |
| --------- | ---------------------------------------------- | -------------- | ------- | ---------- |
|           | Tang, Xi, Jin, Zhang                           | Kina           | 6:16,06 |            |
|           | Vernon, Flood, Houghton, Grainger              | Storbritannien | 6:17,37 |            |
|           | Oppelt, Lutze, Boron, Schiller                 | Tyskland       | 6:19,56 |            |
| 4         | Spiryuchova, Olefirenko, Lialchuk, Kolesnikova | Ukraina        | 6:20,02 |            |
| 5         | Pernell, Meyer, Kaido, Shumway                 | USA            | 6:25,86 |            |
| 6         | Ives, Hore, Uphill, Bradley                    | Australien     | 6:30,05 |            |